# Jetstar Airways
Jetstar Airways és una línia aèria baix cost amb base a Melbourne, Austràlia. És una filial de Qantas, creada com a resposta a l'aerolínia de baix cost Virgin Blue. Posseeix una immensa xarxa de destinacions domèstiques i també vols regionals i internacionals. La seva principal base d'operacions és l'Aeroport de Melbourne.

## Història
L'aerolínia va ser fundada per Qantas el 2003 com una filial domèstica de baix cost. Qantas havia adquirit anteriorment Impulse Airlines i era operada sota la marca de QantasLink des de 2001, però després de la decisió de crear una baix cost, va ser rellançada sota la marca de Jetstar. Els vols domèstics van començar el 25 de maig de 2004, poc després del seu vol inaugural al febrer de 2004. Els vols internacionals a Christchurch, Nova Zelanda, van començar l'1 de desembre de 2005. Tot i que és propietat de Qantas, és gestionada de manera independent de Qantas a través de la companyia anteriorment coneguda com a Impulse Airlines - una aerolínia adquirida per Qantas el 20 de novembre de 2001. D'altres vols internacionals van començar el 2005.
El primer vol de la seva aerolínia agermanada Jetstar Àsia Airways es va enlairar de la base de Singapur amb destinació a Hong Kong el 13 de desembre de 2004. Qantas posseeix un 42,5% de l'accionariat de Jetstar Àsia.
L'1 de desembre de 2005, Jetstar va començar a operar des de Sydney, Melbourne, Brisbane i Gold Coast a Christchurch a Nova Zelanda.
Al juliol de 2006, Jetstar i Jetstar Àsia es van fusionar sota la marca Jetstar. Els passatgers de Jetstar, Jetstar Asia Airways i Valuair efectuen les seves reserves de manera conjunta a Jetstar.com.
Al juliol de 2007, Qantas va adquirir un 18% de les accions a la companyia vietnamita Pacific Airways, que s'incrementarà al 30% el 2010. L'aerolínia va ser rellançada el 23 de maig de 2008 com a Jetstar Pacific.
L'1 agost 2008 Jetstar va anunciar que havia signat un acord amb el govern del Territori del Nord per convertir l'Aeroport Internacional de Darwin en base d'operacions internacionals amb set avions basats a Darwin.

## Destinacions

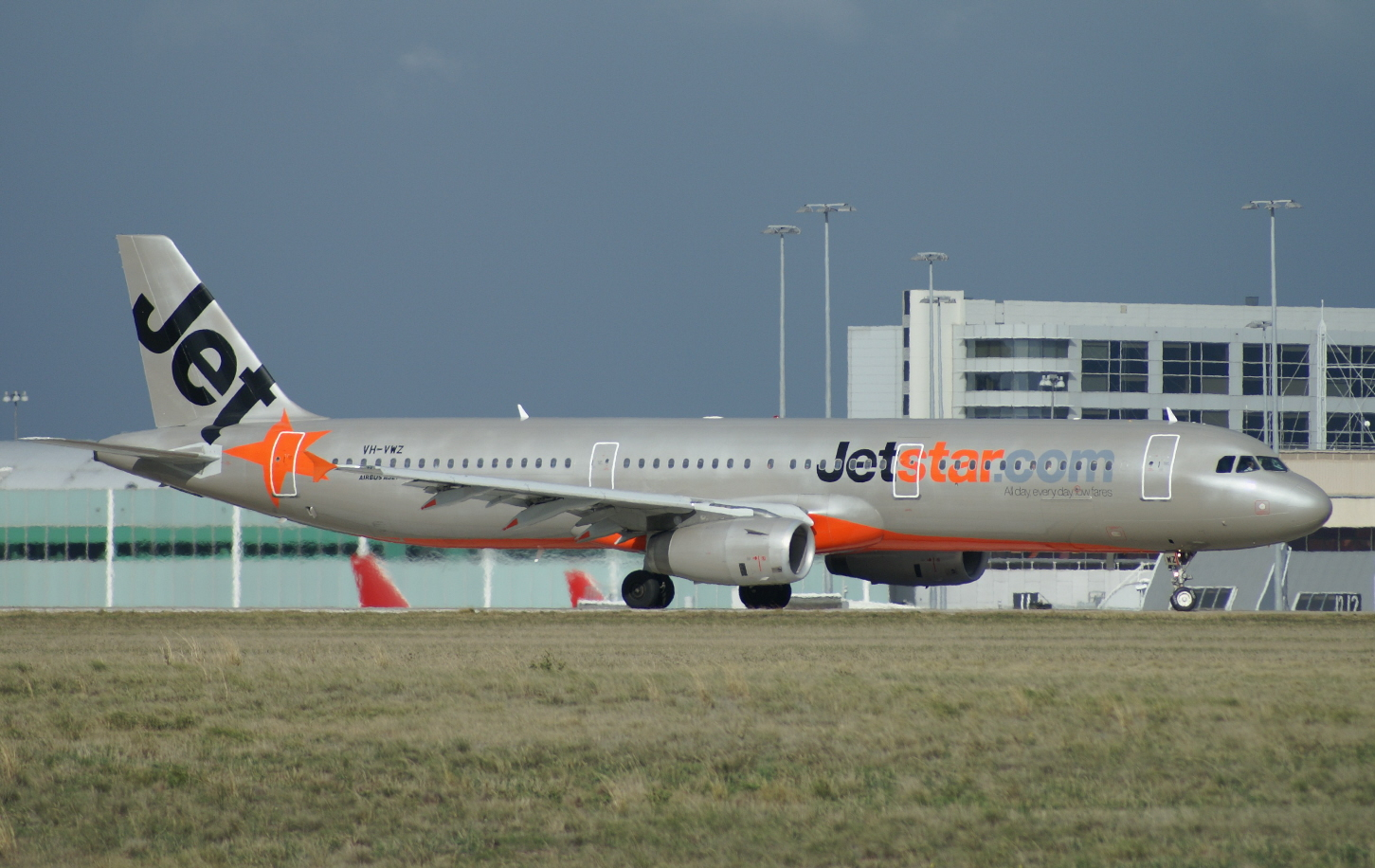
Airbus A321-200 de Jetstar preparat per enlairar-se de la pista 27 a Melbourne.

## Flota

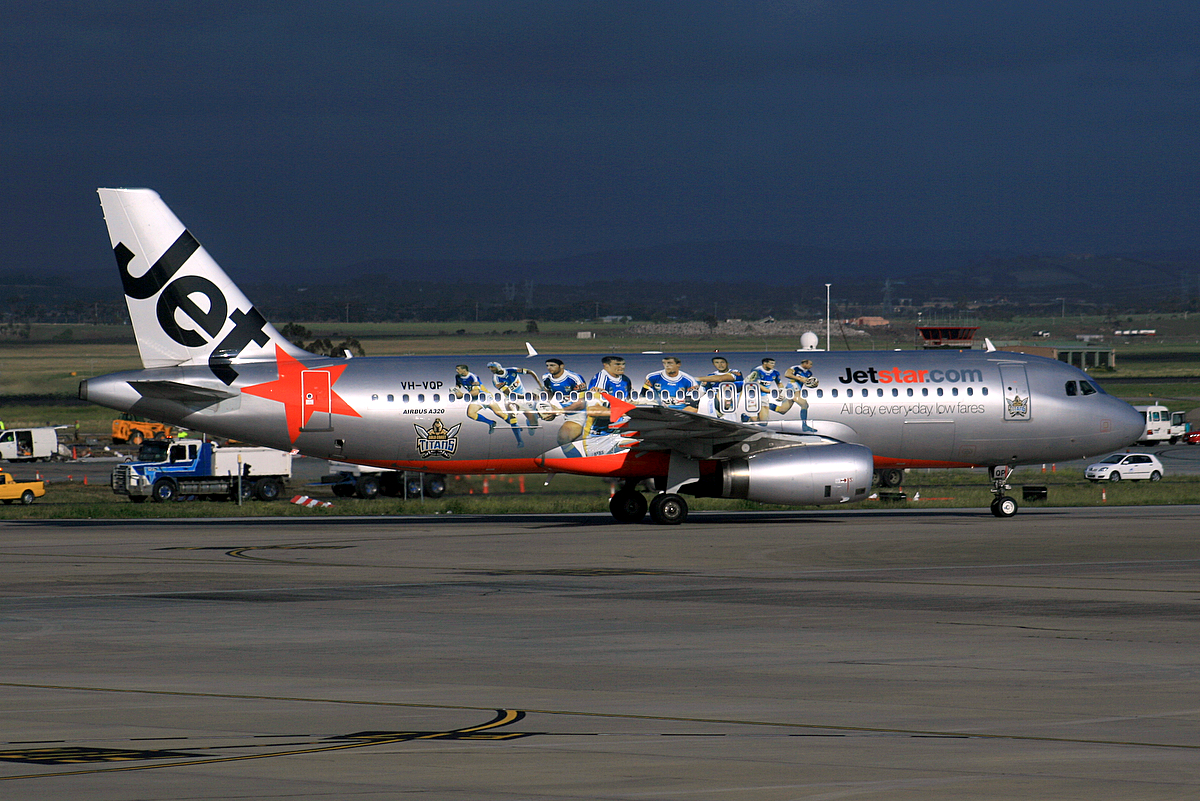
El A320 VH-VQP Gold Coast Titans de Jetstar